# Song of the Second Moon
Song of the Second Moon är en LP från 1968 med elektronisk musik av de nederländska kompositörerna Dick Raaijmakers (Kid Baltan; 1930–2013) och Tom Dissevelt (1921–1989). 
Redan 1962 utgav duon skivan The Fascinating World of Electronic Music. 
Kid Baltan och Tom Dissevelt räknas som pionjärer inom elektronisk och elektroakustisk musik, och med Song of the Second Moon populariserades genren.
Song of the Second Moon producerades åren 1957–1961 i Philips Research Laboratories i Eindhoven.

## Låtlista
| Nr           | Titel                        | Längd |
| ------------ | ---------------------------- | ----- |
| 1.           | Song of the Second Moon      | 2:49  |
| 2.           | Moon Maid                    | 3:12  |
| 3.           | The Ray Makers               | 7:22  |
| 4.           | The Visitor from Inner Space | 3:07  |
| 5.           | Sonik Re-Entry               | 2:35  |
| 6.           | Orbit Aurora                 | 3:00  |
| 7.           | Twilight Ozone               | 5:25  |
| 8.           | Pianoforte                   | 5:05  |
| Total längd: | Total längd:                 | 32:35 |